# Dalla Terra alla Luna (miniserie televisiva)
Dalla Terra alla Luna (From the Earth to the Moon) è una miniserie televisiva statunitense del 1998 prodotta da Ron Howard, Brian Grazer, Tom Hanks e Michael Bostick e tratta dal libro di Andrew Chaikin A Man on the Moon.
Il titolo della miniserie è un chiaro riferimento al famoso romanzo di fantascienza di Jules Verne Dalla Terra alla Luna, anche se non parla delle vicende narrate nell'opera dello scrittore francese. Unico riferimento al libro lo si può vedere nell'ultima puntata, che inizia con uno sguardo al making of del film di Georges Méliès Viaggio nella Luna, basato sul romanzo di Verne.

## Trama
La miniserie segue le vicende del Programma Apollo dalla sua prima missione del 1961, fino alla sua ultima missione del 1972. Durante le puntate vengono presentate le varie vicende degli astronauti delle dodici missioni del programma Apollo, soffermandosi in alcuni casi anche sulle vicende personali.

## Puntate
| nº | Titolo originale          | Titolo italiano                       | Prima TV USA   | Prima TV Italia |
| -- | ------------------------- | ------------------------------------- | -------------- | --------------- |
| 1  | Can We Do This?           | Possiamo farcela?                     | 5 aprile 1998  |                 |
| 2  | Apollo One                | Apollo 1''                            | 5 aprile 1998  |                 |
| 3  | We Have Cleared the Tower | Abbiamo lasciato la rampa di lancio'' | 12 aprile 1998 |                 |
| 4  | 1968                      | 1968                                  | 12 aprile 1998 |                 |
| 5  | Spider                    | Spider                                | 19 aprile 1998 |                 |
| 6  | Mare Tranquillitatis      | Mare Tranquillitatis                  | 19 aprile 1998 |                 |
| 7  | That's All There Is       | Tutto lì                              | 26 aprile 1998 |                 |
| 8  | We Interrupt This Program | Sospendiamo il programma              | 26 aprile 1998 |                 |
| 9  | For Miles and Miles       | Per miglia e miglia                   | 3 maggio 1998  |                 |
| 10 | Galileo Was Right         | Galileo aveva ragione                 | 3 maggio 1998  |                 |
| 11 | The Original Wives' Club  | Il club delle prime mogli             | 10 maggio 1998 |                 |
| 12 | Le Voyage dans la Lune    | Le Voyage dans la Lune                | 10 maggio 1998 |                 |

## Distribuzione
La miniserie, composta da dodici puntate, è stata trasmessa negli Stati Uniti in prima visione sul canale via cavo HBO dal 5 aprile al 10 maggio 1998. In Italia è andata in onda sulla piattaforma televisiva a pagamento TELE+ nel corso del 2000.

## Riconoscimenti
La miniserie ha ricevuto numerosi premi e nomination nel corso del 1998 e del 1999, vincendo tra gli altri tre Premi Emmy, un Golden Globe e due Television Critics Association Awards.